# Шарло Акробата
Šarlo Akrobata (Шарло Акробата, устаревший сербский вариант имени Чарли Чаплина) — югославская рок-группа, которую часто классифицируют как позднюю панк-рок группу или как одного из первых представителей New-wave в Югославии. Несмотря на свою короткую творческую жизнь (1980—1981 годы), группа считается влиятельным коллективом New wave в СФРЮ. После распада коллектива каждый из участников собрал собственные коллективы: Милан Младенович основал и возглавил группу «Катарина II» (который потом стал называться Екатарина Велика), а Душан Коя — группу «Дисциплина кичме»

## История
Свои корни Šarlo Akrobata берет в коллективе, который назывался «Лимуново дрво», сформированном в конце 70-х Миланом Младеновичем (вокал и гитара) и Драгомиром «Gagi» Михайловичем (гитара) в Белграде. Другие участники часто сменяли друг друга, последний состав перед роспуском коллектива состоял из следующих музыкантов: гитарист Микица Степанович, бас-гитарист Макса и ударник Душан Деянович. Группа просуществовала два года, играя хард-рок.
В апреле 1980 года «Лимуново дрво» выступала перед словенской панк-группой Pankrti в белградском Студенческом культурном центре. На том концерте они сыграли много новых песен и несколько переработанных старых. Вскоре после этого, из-за постоянные споров с Младеновичем, Gagi решил покинуть группу. В результате состав Šarlo Akrobata стал таким:
- Милан Младенович — гитара, вокал
- Душан Коичи — бас-гитара, вокал
- Иван Вдович «Vd» — барабаны, вокал

Свои первые студийные записи группа сделала на студии «Druga Maca», которая принадлежала Энко Лесичу. Были записаны четыре песни: «Она се буди» (Она просыпается), «Око моје главе» (Вокруг моей головы), «Нико као ја» и «Мали човек» (Маленький человек). Все четыре трека попали на альбом-компиляцию Paket aranžman, на котором также присутствует материал от групп «Идолы» и Електрични оргазам. Сборник в 1980 году издал Jugoton. Каждая из этих песен добилась определенного коммерческого и критического влияния, «Она се буди» и «Нико као ја» были популярны среди радиослушателей и публики на концертах группы. Также в конце 1980 группа выступала на молодёжном фестивале в городе Суботица, где за живое исполнение песни «Она се буди» получила от жюри специальный приз и заняла второе место.
Позже их пригласили создать саундтрек к фильму Миши Радивоевича «Дечко који обећава». Горана Вейвода пригласили принять участие в записи в качестве гитариста. Коя написал музыку, а стихи — Небойша Пакич, который также написал сценарий фильма. Также Коя и Вдович сыграли в этом фильме эпизодические роли — как музыканты из ритм-секции группы «ВИС Добри дечаци» (ВИА Хорошие ребята). К фильму были записаны три песни, которые позже так и не были изданы — «Слободан», «Балада о тврдим грудима» и «Депресија». Примечательно, что главного персонажа этого фильма — мальчика-бунтаря — звали Слободан Милошевич. Это было за несколько лет до того, как на сербской политической арене появился и набрал силу известный политик.
Весной 1981 группа играла на загребском биеннале, на котором также выступали легендарные британские коллективы Gang of Four и Classix Nouveaux. Выступление Шарло состоялось 15 апреля 1981, перед сетом Gang of Four. Другой коллектив, который играл на разогреве в тот вечер — Haustor.
В апреле 1981 они записали свой единственный полноформатный альбом «Бистрији или тупљи човек бива кад…» для лейбла PGP RTB, но музыканты были неудовлетворены результатами записи и решили сменить лейбл на Jugoton, который выпустил его в июле того же года. В записи альбома было много приглашенных музыкантов: Горан Вейвода, Гаги Михайлович, Юрий Новоселич из группы Film и Деян Костич из Grupa I. Несмотря на то, что музыка группы в то время была своеобразной комбинацией панка и «белого регги», группа обратилась к ещё большим экспериментам со звуком. Трио выработало свою систему: Младенович или Коя приносили свежие и сырые идеи, а Вдович их менял, придавая им форму. Милан писал более мелодичные и лирические песни, тогда как Коя, вдохновившись манерой Хендрикса, писал вещи с минимумом лирики и с максимально агрессивной музыкой — такие треки можно узнать на пластинке и в творчестве коллектива в целом. На альбоме также хватает смелых экспериментов с музыкальными стилями — некоторые композиции альбома представляют собой микс из ска, панка и регги, основанный на даб-эффектах. Название альбома взято из книги Васи Пелагича (Vasa Pelagić) «Народный учитель» (Narodni učitelj). Из той же книги взята лирика к песне «Pazite na decu I» (Берегите детей!). Тот трек отличается среди других, тем, что Младенович играл на барабанах, Вдович играл на гитаре, Деян Костич играл на бас-гитаре, Гаги Михайлович на пианино, а Коя пел и бил в литавры. Когда была записана инструментальная часть песни, музыканты начали зачитывать обрывки из книги Пелагича и различных статей из журнала Politikin Zabavnik.
Продюсером альбома был указан Akpiđoto (на обложке альбома была ошибка, поэтому было написано Aktiđoto), это комбинация из реальных имен и названий, Akrobata (группы), «Пили» (псевдоним Миле Милетича), Джордж (Петровича) и Тони (псевдоним Юрия, звукового инженера из Любляны, лучшего специалиста по даб-музыке в СФРЮ, который работал над записью альбома).
Тем не менее, профессиональные и частные отношения в коллективе были очень напряженными в течение определенного отрезка времени. Работа над записью пластинки не смогла уберечь группу от дальнейшего распада. У Ивана Вдовича появилась идея пригласить в группу Вейводу с его подругой (они оба были хорошими знакомыми Ивана). Милан отчасти положительно относился к этой идее, в основном из-за того, что Вейвода был одним из немногих обладателей синтезатора Casio VL-2 в Белграде. Коя же был решительно против этого, считая, что группа сильна именно в составе трио.
Jugoton выпустил около 10 000 копий альбома, но из-за небольшой медийной поддержки и отсутствия на пластинке таких признанных хитов, как «Она се буди» или «Нико као ја», продажи альбома были весьма скромными. Кроме того, новый 7-дюймовый сингл «Бес» / «Преварен» (в который должен был войти трек с нового альбома и би-сайд со времен «Лимуново дрво»), записанный во время работы над альбомом, так и не был выпущен Jugoton-ом. По словам Душана Koя, в то время из-за трения и ссор члены коллектива очень неохотно давали концерты в поддержку альбома, поэтому не могло быть никаких разговоров о дальнейшей совместной работе и новых релизах.
Осенью 1981 они получили «Smeli cvet» — музыкальную награду от социалистической молодёжи Югославии. Потом они поехали на гастроли по Польше. После возвращения домой и проведения прощального концерта в Любляне в октябре 1981 группа тихо распалась.
В 2007 году Croatia Records выпустила бокс-сет, который назывался «Paket Aranžman» (Пакет соглашений), включавший три диска: ремастеринговое издание одноимённого сборника; альбом «Бистрији или тупљи човек бива кад…» и одноимённый альбом группы Електрични оргазам. Соня Савич, сербская актриса и режиссёр, сделала свой первый документальный фильм Šarlo te gleda, посвященный белградской New Wave сцене, который в основном фокусируется на карьере Šarlo Akrobata.

## Дискография

### Синглы
- «Мали човек» / «Она се буди» (Jugoton, 1981)
- «Бес» / «Преварен» —  записанный, но не изданный в связи с распадом группы

### Альбомы
- Бистрији или тупљи човек бива кад…  (Jugoton, 1981)

### Сборники и компиляции
- Пакет аранжман  (Jugoton, 1980) — вместе с Електрични оргазам и «Идолы»
- Svi marš na ples! (Jugoton, 1981)